# 전국자동차운전전문학원연합회
전국자동차운전전문학원연합회(全國自動車運轉專門學院聯合會)은 1986년에 설립된 대한민국의 단체이다. 소재지는 서울특별시 영등포구 영중로 131-10에 위치하고 있다.

## 개요
운전 교육의 건전한 육성발전과 질적 향상, 전문학원 제도의 발전을 위한 연구 등의 목적이다.

## 역사
- 1986년 6월 26일 한국자동차학원협회 설립총회
- 1956년 7월 29일 내무부 장관 산하 한국자동차학원협회 승인, 등기
- 1990년 2월 27일 한국자동차학원연합회로 명칭 변경
- 1999년 4월 9일 전국자동차운전전문학원연합회로 창립
- 1999년 10월 4일 전문학원연합회 법인 설립 인가 (경찰청 교기 63340-2040호)
- 1999년 10월 19일 전국자동차운전전문학원연합회 법인 설립 등기 (서울지방법원 등기 제000592호)
- 2003년 9월 22일 한국자동차학원연합회 해산
- 2005년 6월 9일 사옥 준공 (서울특별시 영등포구 영등포동8가 64-1)

## 주요 사업
- 전문학원제도의 발전을 위한 연구
- 전문학원의 교육시설 및 교재의 개발
- 전문학원에서 실시하는 교육 및 기능검정 방법의 연구개발
- 전문학원의 학감ㆍ부학감ㆍ기능검정원 및 강사의 교육훈련과 복지증진사업
- 경찰청장으로부터 위탁받은 사항
- 그 밖에 연합회의 목적달성에 필요한 사업

## 조직
- 회장
  - 상임고문
- 사무처장
  - 기획실
  - 총무부
  - 전산팀
  - 운전면허, 연구연구원

## 교통편
- ● 서울 지하철 2호선 당산역
- ● 수도권 전철 5호선 영등포시장역
- ● 서울 지하철 9호선 당산역

## 같이 보기
- 운전전문학원
- 대한민국의 자동차 운전면허